# Planeta jménem stres
Planeta jménem stres je šesté studiové album českého zpěváka Marka Ztraceného, které vyšlo 26. února 2020 u vydavatelství Supraphon.

## Seznam skladeb
Všechny skladby napsal(i) Marek Ztracený. 
| Pořadí | Název                              | Délka |
| ------ | ---------------------------------- | ----- |
| 1.     | Když tě život kope do zadku        | 3:05  |
| 2.     | Planeta jménem stres (ft. Rytmus)  | 3:13  |
| 3.     | Dokonalej                          | 2:53  |
| 4.     | Tak se nezlob                      | 3:01  |
| 5.     | Víc než hádky (ft. Tereza Mašková) | 3:49  |
| 6.     | Obyčejný člověk                    | 3:28  |
| 7.     | Obchodník s problémy               | 3:24  |
| 8.     | Tak ti tu říkám                    | 3:20  |
| 9.     | Už je to tolik let                 | 3:21  |
| 10.    | Stačí věřit                        | 3:46  |
| 11.    | Až se tě někdo zeptá               | 3:13  |